# Victoriakorset
Victoriakorset (eng. Victoria Cross, officiel forkortelse VC) er den højeste militære britiske orden, der kan blive tildelt en person fra de britiske eller Commonwealths styrker for tapperhed udvist i fjendens nærvær. Ordenen kan tildeles tjenestegørende af enhver rang eller civile, der står under militær kommando.
Korset bærer inskriptionen "FOR VALOUR" (for tapperhed) på forsiden og på bagsiden modtagerens navn, rang, nummer, enhed og dato for handlingen, der resulterede i tildeling af ordenen. Victoriakorset, der altid overrækkes af monarken, er uddelt 1.355 gange, siden den blev indført i 1856 under Krimkrigen. Efter 1945 er ordenen kun blevet uddelt 13 gange senest i 2006 under kampene mod Taliban i Helmand-provinsen i Afghanistan. 
Alle Victoriakors støbes af bronze fra to kanoner, der blev erobret fra russerne under belejringen af Sevastopol. Ordenen er udformet som et kors med en krone, en løve og en inskription.
Victoriakorset kan aldrig fratages en modtager, uanset hvilken forbrydelse han har udøvet. En dødsdømt Victoriakors-modtager kunne bære sin dekoration under eksekvering af dommen.

## Tilsvarende ordener
- Den tilsvarende orden for andre civile og for handlinger, der ikke udføres over for en fjende, er George Cross.

## Danske modtagere af Victoriakorset
- Percy Howard Hansen, 1915, Gallipoli, Tyrkiet
- Jørgen Christian Jensen, 1917, Noreuil, Frankrig
- Thomas Dinesen, 1918, Parvillers, Frankrig
- Anders Lassen, 1945, Comacchio, Italien (tildelt posthumt)